# 甲羟戊酸途径

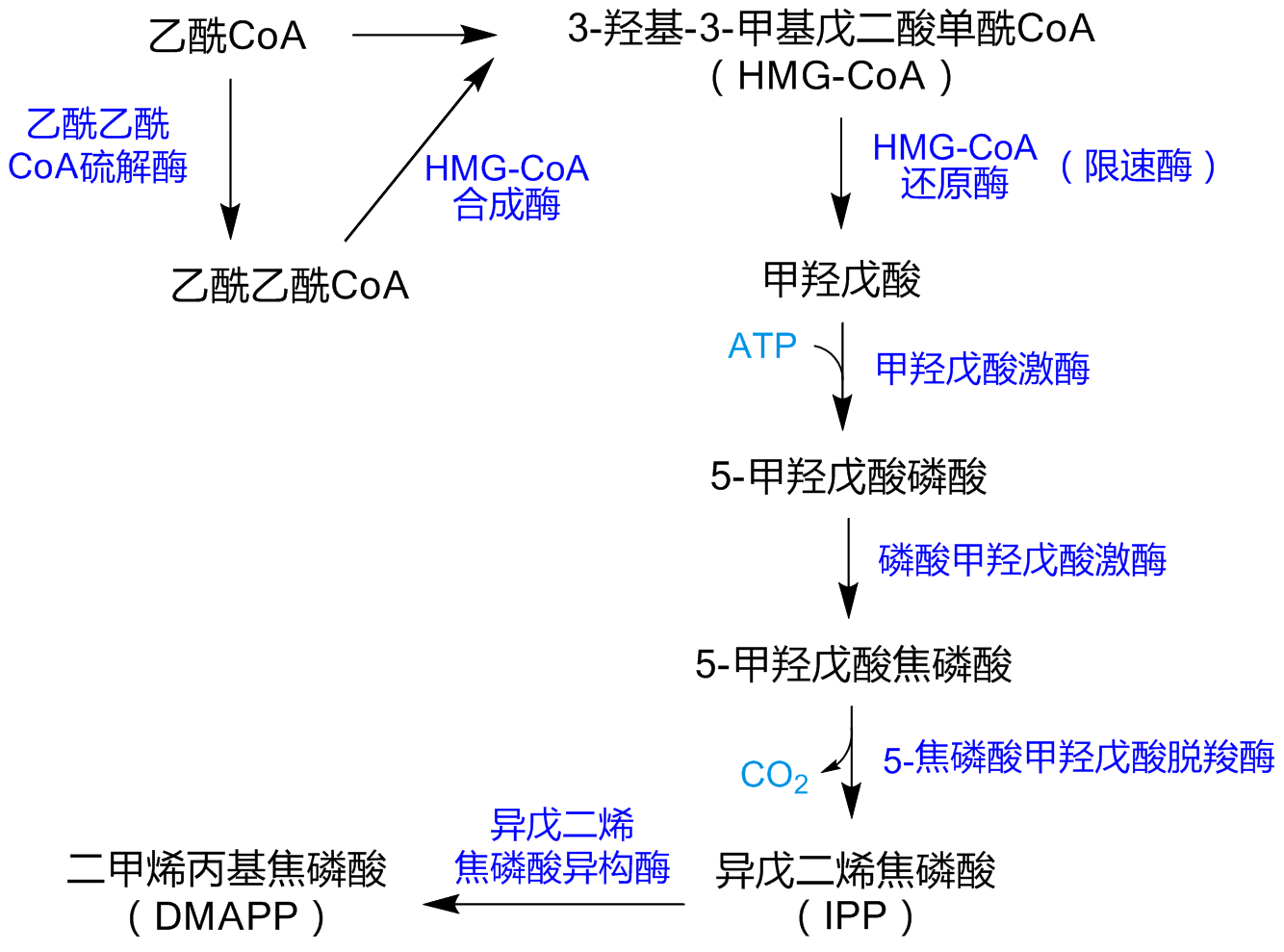
甲羟戊酸途径 (類固醇的合成途径)。

甲羟戊酸途径（Mevalonate pathway），也被稱為甲戊二烯酸途径、異戊二烯途徑(Isoprenoid pathway)或HMG-CoA還原酶(HMG-CoA reductase pathway)途徑，是存在於真核生物，古菌和一些細菌中一個重要的代謝途徑。該途徑產生兩種被稱為五碳構件異戊二烯焦磷酸（IPP）和二甲基烯丙基焦磷酸（DMAPP），這用來產生異戊二烯，一個多樣化的類，超過30,000的生物分子例如膽固醇，血紅素，維生素K，輔酶Q10，及所有的類固醇激素。甲羥戊酸途徑開始於乙酰-CoA，而結束於產生IPP和DMAPP。它是一類最有名降膽固醇藥他汀類藥物的靶標。藥物立普妥（阿托伐他汀）抑制甲羥戊酸途徑中HMG-CoA還原酶。截至2015年，立普妥銷售額1250億美元，仍然為全球最暢銷的藥物。
是以乙酰辅酶A为原料合成异戊二烯焦磷酸和二甲烯丙基焦磷酸的一条代谢途径，存在于所有高等真核生物和很多病毒中。该途径的产物可以看作是活化的异戊二烯单位，是类固醇、类萜等生物分子的合成前体。
某些植物、原生生物顶复门的生物及大多数细菌（如结核杆菌）可以通过另一种途径合成IPP和DMAPP，即非甲羟戊酸途径。它发生在质体内，是以丙酮酸和3-磷酸甘油醛作原料，以2-甲基赤藓醇磷酸（MEP）和1-脱氧木酮糖-5-磷酸（DOXP）为中间体，因此也称MEP/DOXP途径。

甲羟戊酸途径。

## 反应
总反应：
| 1. 两分子乙酰CoA（丙酮酸脫羧的产物）发生缩合生成乙酰乙酰CoA。酶：乙酰乙酰CoA硫解酶。反应机理： |

| 2. 乙酰乙酰CoA与乙酰CoA缩合生成3-羟基-3-甲基戊二酸单酰CoA（HMG-CoA）。酶：HMG-CoA合成酶。反应机理： |

| 3. HMG-CoA被NADPH还原为甲羟戊酸。这一步为胆固醇合成的速控步，也是很多降胆固醇的药物（如斯达汀）作用的目标。酶：HMG-CoA还原酶。反应机理： |

| 4. 甲羟戊酸转化为5-磷酸甲羟戊酸，5-磷酸甲羟戊酸转化为5-焦磷酸甲羟戊酸，5-焦磷酸甲羟戊酸转化为异戊二烯焦磷酸（IPP）。依次涉及的酶：甲羟戊酸激酶、磷酸甲羟戊酸激酶、5-焦磷酸甲羟戊酸脱羧酶。反应机理： |

| 5. 异戊二烯焦磷酸异构为二甲烯丙焦磷酸。酶：异戊二烯焦磷酸异构酶。反应机理： |

## 药理
许多药物通过甲羟戊酸途径发挥作用：
- 他汀类药物（用于降低胆固醇水平）;
- 双磷酸盐（用于治疗各种骨退行性疾病）

## 替代途径
植物，大多数细菌和一些原生动物，如疟原虫，可使用称为甲基赤藓醇磷酸酯（MEP）或非甲羟戊酸途径的替代途径产生类异戊二烯。甲羟戊酸途径和MEP途径的目的产物是相同的，IPP和DMAPP，然而将乙酰-CoA转化为IPP的酶促反应完全不同。在高等植物中，MEP途径在质体中运作，而甲羟戊酸途径在胞质溶胶中运作。含有MEP途径的细菌的实例包括诸如大肠杆菌和结核分枝杆菌的病原体。